# Fieseler Fi 103R (Reichenberg)
Le Fieseler Fi 103R, nom de code « dispositif Reichenberg » (en allemand : « Reichenberg-Gerät »), était une version pilotée de la bombe volante V1, aussi connue sous la désignation plus exacte de Fieseler 103. Produite par les Nazis à la fin de la Seconde Guerre mondiale, elle devait permettre aux Allemands de mener des attaques au cours desquelles le pilote avait de très fortes chances de laisser sa peau (comme c'était d'ailleurs également le cas avec l'avion-suicide japonais Ohka, qui était propulsé par fusée). Dans le meilleur des cas, le pilote aurait eu la « chance » de pouvoir sauter en parachute hors de son avion juste avant d'arriver sur le site de bombardement, auquel cas il aurait très probablement été aspiré par le moteur qui propulsait l'appareil.
Les missions auraient dû être menées par l'« escadron Leonidas » (en allemand : Selbstopferkommando Leonidas), le V. Gruppe de l'escadre de bombardement Kampfgeschwader 200 (KG 200)

## Historique

### Contexte

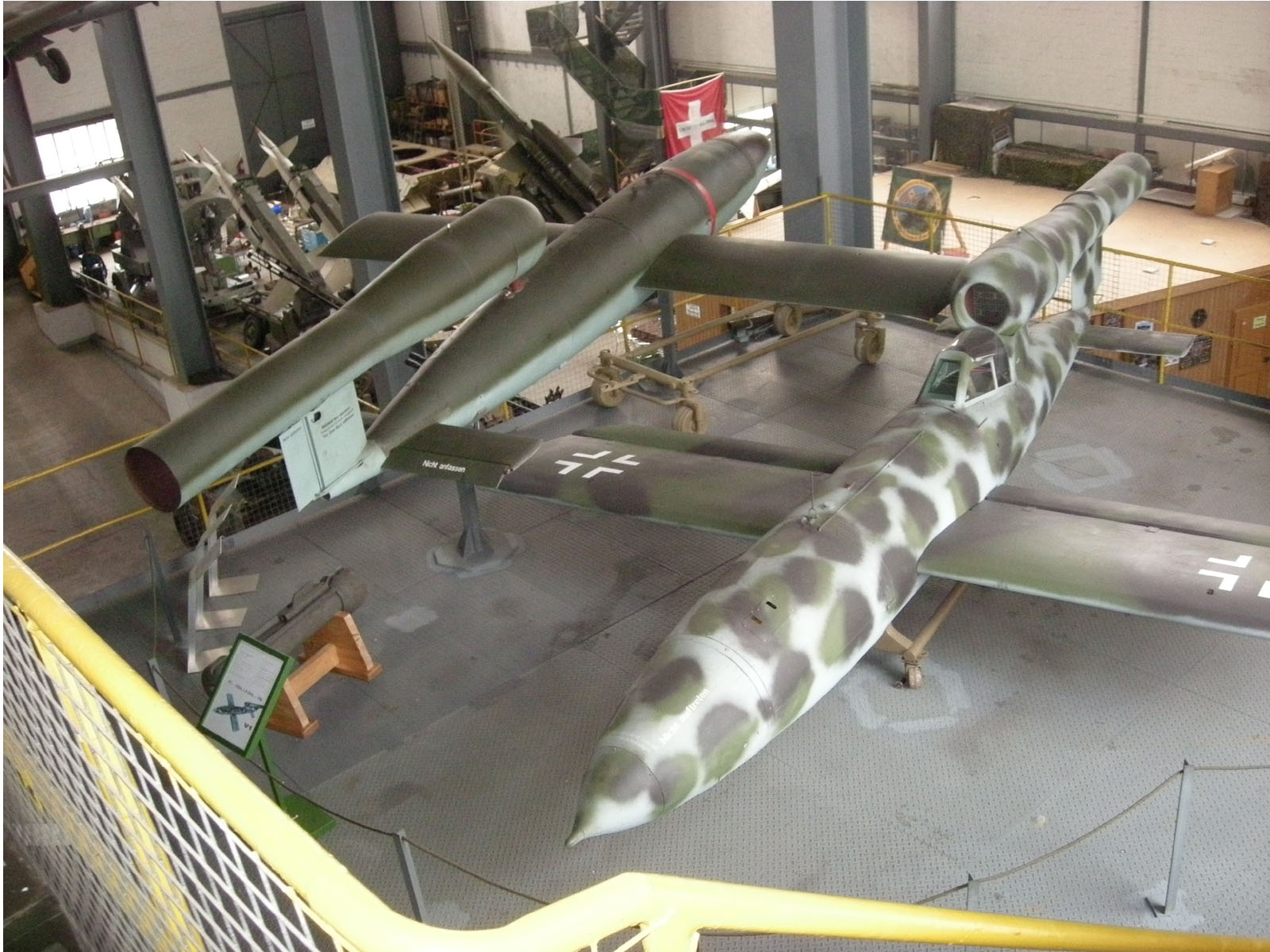
Fieseler Fi 103R Reichenberg-Gerät, exposé au Schweizerisches Militärmuseum Full.

L'« escadron Leonidas », élément du KG 200, avait été créé comme escadron pour les vols d'essai et les missions suicides ou quasi-suicides. On demandait aux volontaires de signer une déclaration qui disait : « Je m'engage par la présente à intégrer le groupe suicidaire en tant que pilote de bombe volante. Je prends entièrement connaissance du fait que mon engagement dans cette activité me causera la mort »,,. 
Initialement, deux appareils avaient été choisis pour remplir ce type de missions : le V1 (donc le Fi 103, de sa désignation exacte), et le Messerschmitt Me 328. Finalement, on préféra se reporter uniquement sur l'avion de Messerschmitt, équipé d'une bombe de 900 kg. Toutefois, la conversion du Me 328 posa de nombreux problèmes, et Heinrich Himmler souhaita annuler le projet. Otto Skorzeny, qui avait déjà envisagé sérieusement l'usage de torpilles humaines contre les navires des forces alliées, fut sommé par Hitler de relancer le projet, et il contacta en parallèle la célèbre pilote d'essais Hanna Reitsch pour en faire partie. Le Fi 103 fut ressuscité, et comme il semblait finalement pouvoir offrir à son pilote une – maigre – chance de survie, il fut choisi pour le projet.
Le projet reçut le nom de code « Reichenberg », d'après le nom de la capitale de l'ancien territoire tchécoslovaque de la région des Sudètes, « Reichsgau Sudetenland » (actuellement Liberec), alors que les avions prirent le nom de « dispositif Reichenberg » (en allemand : « Reichenberg-Geräte »).

### Développement
À l'été 1944, l'institut allemand de recherche pour le vol à voile (DFS, Deutsche Forschungsanstalt für Segelflug), à Ainring, se lança dans le développement d'une version pilotée du Fi 103, et un exemplaire prêt pour les essais en vol fut réalisé en quelques jours. Rapidement, une ligne de production fut établie à Dannenberg.
Le V1 était converti en Reichenberg d'une manière assez basique, en ajoutant un poste de pilotage juste en avant de l'entrée d'air du moteur, là où le V1 classique était normalement équipé de réservoirs d'air comprimé. Le cockpit était pourvu d'instruments de vol rudimentaires et d'un siège baquet en contreplaqué. La verrière en une seule pièce intégrait un panneau avant blindé et donnait accès à l'intérieur de l'appareil en s'ouvrant sur le côté. Les deux réservoirs d'air comprimé déplacés furent remplacés par un seul, qui était disposé plus en arrière que d'origine, prenant la place du système de pilote automatique des V1 classiques. Les ailes furent équipées de bords d'attaque renforcés afin de pouvoir couper les câbles des ballons de barrage, un dispositif qui était très utilisé par les Britanniques pendant la guerre.
Il fut proposé que le bombardier He 111 H-22 emporte un ou deux de ces engins en dessous de ses ailes, les relâchant en arrivant près de la cible. Les pilotes auraient ensuite manœuvré leurs avions vers la cible, larguant la verrière et sautant en parachute peu avant l'impact. Il était cependant estimé que les chances de survie de ces pilotes étaient de moins de 1 %, essentiellement en raison de la présence de l'entrée d'air du pulsoréacteur juste derrière le cockpit. Contrairement à ce que laisse entrevoir le film Opération Crossbow, les Reichenbergs étaient tout le temps lancés depuis les airs, et n'utilisaient pas les rampes de lancement qu'utilisaient habituellement les V1.

## Versions
Il a existé cinq versions de cet appareil,. Au mois d'octobre 1944, environ 175 modèles R-IV étaient prêts à entrer en action :
- R-1 : Version monoplace de base, planante et non propulsée ;
- R-II : Planeur non propulsé, doté d'un deuxième cockpit à l'emplacement où devait normalement se situer la charge militaire ;
- R-III : Appareil biplace, propulsé par un pulsoréacteur ;
- R-IV : Version standard opérationnelle ;
- R-V  : Appareil d'entraînement propulsé pour le Heinkel He 162 (avec un nez raccourci).

## Carrière opérationnelle

### Entraînement
Les volontaires s'entraînaient d'abord sur des planeurs, afin de se familiariser avec les sensations du vol non propulsé, puis passaient ensuite sur des modèles plus pointus, dotés d'ailes raccourcies, qui pouvaient effectuer des piqués proches de 300 km/h. Ensuite, ils passaient sur le modèle à double commande du Fi 103, le R-II.
Le véritable entraînement commençait sur les R-I et R-II, et même si les faire atterrir sur un ski était difficile, l'avion était assez facile à contrôler, et les autorités jugèrent que l'escadron Leonidas serait rapidement au point pour employer ces machines au combat. Le 28 juillet 1944, Albert Speer écrivit à Hitler pour lui dire qu'il était contre l'idée de gaspiller des hommes et du matériel contre les forces alliées en France, et que selon lui, l'emploi de ces appareils serait stratégiquement plus utile contre des centrales électriques en Russie.

### Vols d'essais

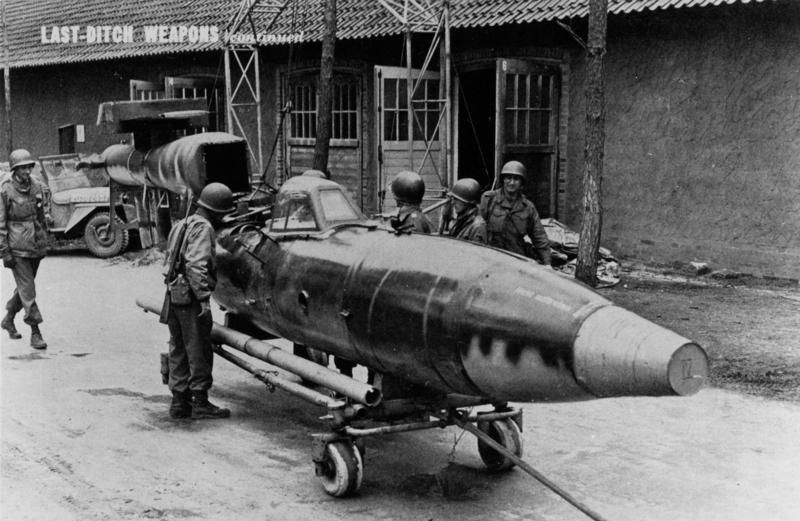
Les troupes américaines inspectent un Fieseler Fi 103R, en 1945 à Neu Tramm.

Le premier vol réel eut lieu en septembre 1944 à l'aérodrome de Rechlin–Lärz (Erprobungsstelle Rechlin), l'avion étant largué d'un He-111. Il se termina par un crash lorsque le pilote perdit contrôle de l'avion après avoir largué accidentellement la verrière. Un second vol, le jour suivant se termina également par un crash, et les vols suivants furent effectués par les pilotes d'essais Heinz Kensche et Hanna Reitsch. Reitsch elle-même endura de nombreux accidents, desquels elle sortait toujours saine et sauve. Elle effectua de nombreux vols afin de comprendre pourquoi autant d'élèves s'étaient tués au moment de poser l'appareil. En effectuant des essais à haute altitude, afin de pouvoir « récupérer » l'avion en cas de problèmes, elle découvrit que l'avion avait une vitesse de décrochage extrêmement élevée, et les pilotes, avec leur maigre expérience des hautes vitesses, avaient tenté de poser l'avion avec une vitesse beaucoup trop faible. Elle recommanda tout simplement aux élèves-pilotes d'aborder les phases d'approche à l'atterrissage avec une vitesse bien plus élevée que celle qu'ils pratiquaient habituellement.
Le 5 novembre 1944, lors du deuxième vol du R-III, une aile cassa à cause des vibrations, et Heinz Kensche parvint à sauter en parachute et à échapper au pire, malgré une certaine difficulté à s'extraire de l'avion, en raison de l'étroitesse de son cockpit.

### Annulation du projet
Quand Werner Baumbach prit le commandement du KG 200, en octobre 1944, il écarta le Reichenberg en faveur du programme Mistel. Lui et Speer rencontrèrent finalement Hitler le 15 mars 1945 et parvinrent à le convaincre que les missions-suicides ne faisaient pas partie des valeurs et traditions allemandes, et plus tard dans la journée Baumbach ordonna la dissolution de l'unité Reichenberg.

## Avions exposés
- Flying Heritage Collection, Everett, État de Washington, États-Unis[11] ;
- Canadian War Museum, Ottawa, Canada (en cours de restauration) ;
- Lashenden Air Warfare Museum, Aérodrome de Lashenden, appareil no 85, Ashford, Kent, Angleterre[12] ;
- La Coupole, appareil no 126, Saint-Omer, France[13] ;
- Schweizerisches Militärmuseum Full, appareil no 27, Full-Reuenthal, Suisse ;
- Stinson Air Field, San Antonio, Texas, États-Unis[14] (réplique seulement).